# 5. Tarnowska Nagroda Filmowa
5. Tarnowska Nagroda Filmowa – odbyła się w dniach 26-28 kwietnia 1991 roku.

## Filmy konkursowe
- Bo wolność krzyżami się mierzy... Generał Anders – reż. Krzysztof Szmagier
- Kapitał, czyli jak zrobić pieniądze w Polsce – reż. Feliks Falk
- Korczak – reż. Andrzej Wajda
- Nienormalni – reż. Jacek Bławut
- Nocny gość – reż. Stanisław Różewicz
- Pożegnanie jesieni – reż. Mariusz Treliński
- Proces – reż. Krzysztof Lang
- Stan strachu – reż. Janusz Kijowski
- Szesnastu – reż. Włodzimierz Dusiewicz
- Ucieczka z kina „Wolność” – reż. Wojciech Marczewski

## Laureaci
- Nagroda Grand Prix – Statuetka Leliwity: 
  - Nienormalni – reż. Jacek Bławut

- Nagroda Jury Młodzieżowego – Statuetka Kamerzysty: 
  - Pożegnanie jesieni – reż. Mariusz Treliński

- Nagroda publiczności – Statuetka Maszkarona: 
  - Nienormalni – reż. Jacek Bławut

- Nagroda specjalna jury:
  - Krzysztof Szmagier – Bo wolność krzyżami się mierzy... Generał Anders

- Nagroda specjalna jury młodzieżowego:
  - Grzegorz Ciechowski – za muzykę do filmu Stan strachu